# 魏校
魏校（1483年—1543年），本姓李，字子才，一字子材，號莊渠，直隸蘇州府崑山縣人，明朝政治人物、儒學家。歸有光之師。

## 生平
來自長洲莊渠李氏家族。高祖李恕（號彥行）；曾祖魏琳（又作李琳，字以誠，號梅軒），因其從母的丈夫魏士珣無嗣，李琳出嗣魏家並改姓為魏。祖父魏鍾（又作李鍾，字元律，號樸隱）為魏琳次子；父魏奎（又作李奎，字孟文，號竹泉）為魏鍾長子。母張氏。叔父魏壁（又作李壁，字仲文，號橘泉）為魏鍾次子，其長子光祿寺典簿魏庠（又作李庠，字子秀，號東溪）的長女嫁歸有光。
弘治十七年（1504年）甲子科應天鄉試第二名舉人，十八年（1505年）中式乙丑科會試第七名，二甲第九名進士。授南京刑部雲南司主事，升陝西司員外郎、廣東司郎中，改兵部職方司郎中，正德九年（1514年）養病，十六年（1521年）起為廣東按察司副使，丁父憂，服闋，起為江西按察司副使，致仕，嘉靖六年（1527年）起為河南按察司副使，七年（1528年）改太常寺少卿，同年改大理寺右少卿，八年（1529年）升國子監祭酒，充經筵講官，同年改太常寺卿、提督四夷館，九年（1530年）致仕歸里。二十二年（1543年）卒，二十四年（1545年）贈禮部右侍郎，諡恭簡。與胡世寧、李承勛、余祐並稱“南都四君子”。

## 著作
魏校著有《周禮沿革傳》、《春秋經世》、《大學指歸》、《六書精蘊》、《莊渠遺書》等書。黃宗羲著《明儒學案》卷二有《恭簡魏莊渠先生校》篇介紹其生平及思想。

## 延伸阅读
[在维基数据编辑]
 《國朝獻徵錄·卷之七十》，出自焦竑《國朝獻徵錄》
 《明史卷二百八十二》，出自《明史》